# Vencillón
Vencillón (katalanisch Vensilló) ist eine Gemeinde in der Provinz Huesca in der Autonomen Gemeinschaft Aragonien in Spanien. Sie liegt im ebenen, südlichen Teil der Comarca La Litera und gehört zur überwiegend katalanischsprachigen Franja de Aragón.

## Geschichte
Vencillón wurde zwischen 1980 und 1990 aus der Gemeinde Esplús ausgegliedert und als selbstständiges Municipio errichtet.